# Campogalliano
Campogalliano là một đô thị ở tỉnh Modena thuộc vùng Emilia-Romagna, có vị trí cách khoảng 45 km về phía tây bắc của Bologna và khoảng 8 km về phía tây bắc của Modena. Tại thời điểm ngày 31 tháng 12 năm 2004, đô thị này có dân số 8.044 người và diện tích 35 km².
Campogalliano giáp các đô thị: Carpi, Correggio, Modena, Rubiera, San Martino in Rio.

## Main sights
- Balance Museum

There is still the storic center of "Bugatti", the world-famous supercar factory.